# Anopheles stricklandi
Anopheles stricklandi este o specie de țânțari din genul Anopheles, descrisă de Reid în anul 1965. Conform Catalogue of Life specia Anopheles stricklandi nu are subspecii cunoscute.